# Janet Grogan
Pour les articles homonymes, voir Grogan.
Janet Grogan (née en 1988 à Dublin) est une auteure-compositrice-interprète irlandaise.

## Biographie
Janet Grogan attribue le caractère unique de sa voix chantée à une complication survenue lors de sa naissance en 1988. Ses cordes vocales furent blessées, ce qui donne à sa voix un son rauque et grave.
Elle reçut son influence musicale, notamment de la collection de disques de ses parents composée d'un grand nombre d'artistes soul et R&B. Elle chante pour la première fois devant un public à 14 ans, et à 18 ans, après avoir réussi l'examen d'entrée, elle est admise à la Ballyfermot "Rock School", dont elle sort diplômée en 2008.
Grogan étudie le design de la musique pop en tant qu'étudiant d'échange à la Popakademie Baden-Württemberg en 2009-2010 grâce à une bourse. Elle se spécialise dans le chant pop et jazz, l'écriture de chansons et le piano. Ses études à la Popakademie lui permettent de côtoyer des musiciens et des auteurs tels que Chris Barron des Spin Doctors et Pelle Nylén, qui a travaillé pour Westlife et Carrie Underwood. Une chanson qu'elle écrit, Together Alone, est incluse dans l'album de Some & Any, duo révélé par la 8e saison allemande de Popstars, sorti en 2009.
Janet Grogan se fait connaître comme la voix féminine de la chanson Alles kann besser werden de Xavier Naidoo, qui figure dans les classements allemand, autrichien et suisse. Elle composa la chanson avec Milan Martelli, Matthew Tasa et Xavier Naidoo.
En 2014 et 2016, elle participe à l'émission de télécrochet britannique The X Factor. Elle est choriste pour l'Irlande au Concours Eurovision de la chanson 2016 et 2018.
Janet écrit la chanson Lord (It's ok) avec Cian Sweeney, connu professionnellement sous le nom de 1000 Beasts. Grogan interprète le chant principal du morceau sorti début 2018.
En 2021, Grogan est candidate du jeu télévisé de chant de RTÉ One, Last Singer Standing. Elle est la dernière participante à se qualifier pour la grande finale. En finale, elle a interprété I Wanna Dance with Somebody (Who Loves Me) de Whitney Houston. Elle termine à la sixième place.
Janet Grogan postule pour représenter l'Irlande au Concours Eurovision de la chanson 2022 avec la chanson Ashes of Yesterday, chanson écrite par Aidan O'Connor, John Emil et Sandra Wikström, qu'elle sort en single. Elle finit à la deuxième place dans la décision préliminaire irlandaise lors de la finale télévisée et n'est pas sélectionnée.